# Mauraz
Mauraz es una comuna suiza del cantón de Vaud, situada en el distrito de Morges. Limita al norte con la comuna de L'Isle, al este y sur con Pampigny, y al oeste con Montricher.
Hasta el 31 de diciembre de 2007 la comuna formó parte del distrito de Cossonay, círculo de L'Isle.